# Basharmal Sultani
Basharmal Sultani (28 januari 1985) is een Afghaans bokser bij de weltergewichten. Hij nam eenmaal deel aan de Olympische Spelen, maar won bij die gelegenheid geen medaille.
Hij begon te boksen op 16-jarige leeftijd en werd al snel nationaal kampioen van zijn land.
Wegens een blessure kon hij niet deelnemen aan een kwalificatietornooi voor de Olympische Spelen van 2004. Dankzij een wildcard mocht Basharmal alsnog naar Athene, waar hij deel uitmaakte van de 5-koppige Afghaanse selectie. Hij verloor in de eerste ronde op punten van de Egyptenaar Mohamed Hikal.